# Жан П'єр Герсгольт
Джин Гершолт (англ. Jean Hersholt, уроджений Жан П'єр Герсгольт (дан. Jean Pierre Hersholt), 12 липня 1886 — 2 червня 1956) — американський актор данського походження.

## Біографія
Джин Хершолт народився в Копенгагені в сім'ї акторів, які виступали в Датському народному театрі. В юності багато гастролював з батьками по Європі, а в 1906 році, після закінчення художнього училища в Копенгагені, дебютував в кіно в одному з німецьких фільмів. У 1913 році Хершолт іммігрував в США, де продовжив акторську кар'єру. Однією з перших успішних голлівудських ролей актора став Маркус в німий драмі Еріха фон Штрогейма «Жадібність» (1924). У наступні чотири десятиліття Джин Хершолт знявся майже в сотні кінострічок, запам'яталися своїми ролями у фільмах «Гранд Готель» (1932), «Сільський лікар» (1936) і «Хейді» (1937). Через його данський акцент йому часто діставалися ролі докторів, професорів і представників європейської інтелігенції.
У 1939 році Джин Хершолт став одним із засновників фонду допомоги працівникам кіноіндустрії, який сприяв у наданні різної соціальної допомоги представникам даної галузі. Завдяки фонду, в Вудленд-Хіллз, передмісті Лос-Анджелеса, був створений заміський будинок і лікарня для пристарілих діячів кінематографа. Діяльність Джина Хершолта була високо оцінена в Голлівуді, що призвело до появи в 1956 році гуманітарної премії Джина Хершолта в рамках вручення нагород Американської кіноакадемії.
З 1945 по 1949 році Джин Хершолт очолював Академію кінематографічних мистецтв і наук. У 1948 році, багато в чому завдяки своїй благодійній діяльності, актор був удостоєний Ордена Данеброг, другого за значимістю в Данії. Він також двічі ставав лауреатом почесної премії «Оскар» — в 1940 і в 1950 році. У 1955 році на церемонії «Золотого глобуса» акторові була вручена премія Сесиля Б. Де Мілля. Хершолт також є володарем двох зірок на Голлівудській алеї слави — за внесок в кіноідустрії і радіо.
Джин Хершолт відомий не тільки як актор, але і як перекладач, варіанти його перекладів казок Ганса Християна Андерсена на англійську мову досі вважаються одними з найкращих.
Дружиною актора була Віа Хершолт, з якої він був у шлюбі з 1914 року до своєї смерті від раку в 1956 році.

## Вибрана фільмографія
- 1916 — Це все неправда / It's All Wrong
- 1917 — Душа Гердера / The Soul Herder — священик
- 1921 — Слуга в будинку / The Servant in the House — Менсон, слуга в будинку
- 1924 — Грішники в шовках / Sinners in Silk — доктор Юстас
- 1924 — Золота рибка / The Goldfish — Герман Краусс
- 1924 — Жадібність / Greed — Маркус
- 1926 — Полум'я / Flames — Оле Бергсон
- 1927 — Принц-студент у Старому Гейдельберзі / The Student Prince in Old Heidelberg — доктор Юттнер
- 1931 — Трансатлантичний корабель / Transatlantic — Рудольф / Джед Крамер
- 1932 — Ви слухаєте? / Are You Listening? — Джордж Вагнер
- 1932 — Гранд-готель / Grand Hotel — Зенф, працівник приймальні готелю
- 1933 — Обід о восьмій / Dinner at Eigh